# Бар'єр Єгипет — сектор Гази

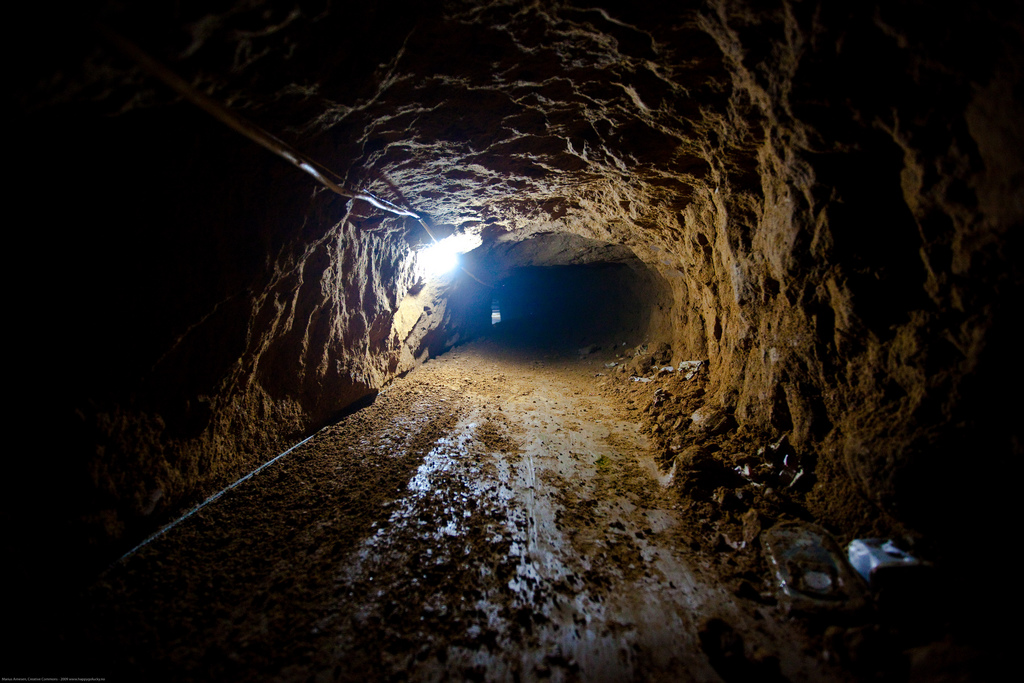
Контрабандний тунель у Рафіасі, 2009 р.

Бар'єр Єгипет — сектор Газа — прикордонний бар'єр у 14 кілометрів на кордоні між Єгиптом та сектором Гази. У старішій його частині зроблено зі сталі, а в новому відрізку — з бетону. Єдиним прикордонним переходом між Єгиптом та сектором Газа є КПП Рафіах.

## Історія створення
У грудні 2009 року Єгипет за допомогою США розпочав будівництво сталевої стіни вздовж кордону із сектором Газа. Загальна довжина стіни планувалася в 10-11 км і вона мала заглиблюватися на 18 метрів нижче рівня землі. Будівництво стіни мало бути завершено за 18 місяців. Станом на 2013 рік зазначалося, що стіна ще не була добудована та не перекрила потік контрабандних товарів .
29 жовтня 2014 року Єгипет розпочав знесення будинків на кордоні з сектором Газа в рамках запланованої 500-метрової буферної зони, призначеної для запобігання контрабанді зброї в Сектор Гази .
У лютому 2020 року Єгипет почав у себе будівництво нової бетонно-сталевої стіни завдовжки 3 кілометри вздовж кордону з сектором Газа, від південно-східної частини Гази в Керем-Шалом до прикордонного переходу Рафіах. Нова стіна є доповненням до старої та знаходиться на відстані не більше 8 метрів від старої. Висота стіни — 7 метрів і на ній — електронні датчики .

## Технічні аспекти
Проєкт реалізовувався при технічному співробітництві з боку низки країн (США, Франція) . У середині 2011 року Конгрес США призупинив технічну підтримку.
Єгипет зміцнив кордон кількома сотнями військовослужбовців для захисту будівельних бригад від атак палестинських снайперів.
Палестинські джерела повідомили, що будівництво загородження пошкодило десятки тунелів для контрабанди на глибині до 30 метрів, особливо тунелів біля прикордонного термінала в Рафіаху. Вони додали, що більша частина з 1500 тунелів між Газою та Єгиптом залишилася недоторканою. Джерела також заявили, що проєкт стривожив режим ХАМАС у секторі Газа, який стягує 2500 доларів на рік за право користування тунелем.

## Цілі
На думку аналітиків на конференції з безпеки в Єгипті в січні 2010 року, загородження відображає стурбованість Єгипту тим, що бойовики з сектора Гази, натхненні діями Аль-Каїди, проникнуть до Єгипту після того, як їх витіснить ХАМАС, що є де-факто керівною організацією, яку Єгипет, ЄС, США та інші вважають за терористичне угруповання. Аналітики вважають, що Єгипет може стати притулком і полем битви для невеликих груп бойовиків-салафітів, таких як «Джунд Ансар Аллах», «Армія ісламу» та «Джалджалат», які були пригнічені ХАМАСом з того часу, як він узяв сектор під свій контроль 2007 року.
Бар'єр виявився малоефективним, оскільки, за словами представника єгипетської служби безпеки, його «пробивали сотні разів».

### Підтримка
2010 року президент Палестинської автономії Махмуд Аббас заявив про підтримку загородження, додавши: «Це суверенне право єгиптян у своїй власній країні. Законні постачання повинні доставлятися через законні переходи» . Сполучені Штати заявили про свою підтримку будівництва бар'єра, заявивши, що він допоможе запобігти контрабанді зброї . Головний університет Каїра аль-Азгар офіційно підтримав рішення уряду, заявивши, що це «право держави будувати вздовж своїх стін споруди та перешкоди, які підвищать його безпеку».

### Протистояння
Воєнізоване ісламістське угруповання ХАМАС, де-факто влада в секторі Газа, виступає проти загородження і називає його «стіною смерті» . Хасан Насралла, голова ліванського бойового угруповання «Хезболла», закликав Єгипет припинити будівництво. Ісламський фронт порятунку, йорданське угрупування ісламізму, розкритикував Єгипет за будівництво загородження і звинуватив його в «співпраці» з Ізраїлем і США. «Єгипетська влада... збільшує страждання палестинців у Газі, будуючи сталеву стіну і закриваючи пункти перетину кордону з Газою», — сказав Хамза Мансур, член Ради Шури Фронту ісламських дій. Низка мусульманських священнослужителів написала заяви проти стіни. У січні 2010 року невеликі акції протесту проти будівництва стіни пройшли біля посольств Єгипту в Йорданії та Лівані.
У 2010 році під час демонстрації палестинців на кордоні вони застрелили єгипетського прикордонника, а 20 палестинців були поранені в результаті вогню у відповідь єгиптян .